# Wolfgang Sidka
Wolfgang Sidka (ur. 26 maja 1954 w Lengerich) – niemiecki piłkarz, a obecnie trener irańskiej drużyny Saipa Teheran.

## Piłkarz
Jako piłkarz Sidka był środkowym pomocnikiem, grał zarówno w pierwszej, jak i drugiej Bundeslidze. W latach 1971–1980 był piłkarzem Herthy Berlin, 1980–1982 TSV 1860 Monachium, 1982–1987 Werderu Brema oraz 1990–1992 VfB Oldenburga.

## Trener
Od 1987 roku Sidka pracował jako trener. Zadebiutował jako szkoleniowiec Tennis Borussii Berlin w sezonie 1987/1988, a w sezonie 1993/1994 doszedł z nią do półfinału Pucharu Niemiec. Pomiędzy 1989 a 1993 rokiem był zatrudniony w VfB Oldenburg, następnie z kolei przez rok pracował w Arminii Bielefeld. W latach 1995–1997 zatrudniony był w FC Oberneuland i następnie jako asystent trenera Werderu Brema. Niedługo później już samodzielnie prowadził czołową drużyną Bundesligi. Po Otto Rehhagelu był to pierwszy trener, który prowadził drużynę w europejskich pucharach, a miało to miejsce w 1998 roku. Nowy sezon nieciekawie zaczął się dla Niemca, który odkrył w Brazylii późniejszą gwiazdę tego klubu – Aíltona. Słabe wyniki spowodowały, że Sidka pożegnał się z Werderem, a prowadził VfL Osnabrück.
W sumie w ligach niemieckich jako trener rozegrał 155 meczów i od 2000 roku postanowił, że będzie pracował w krajach arabskich. Najpierw zatrudniony jako selekcjoner reprezentacji Bahrajnu, która wówczas zajmowała 138 pozycję w rankingu FIFA. Zajął także trzecie miejsca w klasyfikacji ‘Najlepszy Trener w Azji’. Od 2003 do 2005 roku był szkoleniowcem katarskiego Al-Arabi, gdzie miał w swoim składzie Gabriela Batistutę i Stefana Effenberga. Rok 2004 był dla Sidki bardzo udany, bowiem został wybrany trenerem roku w Katarze, natomiast rok później powrócił do Bahrajnu, gdzie ponownie prowadził tamtejszą reprezentację.
Od 6 kwietnia do 30 czerwca 2006 prowadził MSV Neuruppin. Przez pewien czas był bezrobotny, ale już w grudniu tego samego roku znalazł zatrudnienie w Al-Gharrafa, z którym w 2007 roku zdobył tytuł wicemistrza i puchar kraju.
Przed sezonem 2008/2009 zatrudniono go w irańskim Seipa Teheran.